# اک-بشات، جایل
اک-بشات، جایل (به لاتین: Ak-Bashat, Jaiyl) یک منطقهٔ مسکونی در قرقیزستان است که در استان چوئی واقع شده‌است.

## خصوصیات
اک-بشات ۱٬۰۳۱ نفر جمعیت دارد و ۷۰۰ متر بالاتر از سطح دریا واقع شده‌است.